# بهجت‌العلما
شیخ عبداللطیف بحرانی مشهور به بهجت العلما، از بزرگترین عارفان و دانشمندان عصر معاصر در کازرون دیده به جهان گشود.
آرامگاه وی هم‌اکنون در حیاط مجموعه فرهنگی و هنری اداره فرهنگ و ارشاد اسلامی کازرون قرار دارد.